# 御笠川
御笠川（みかさがわ）は、福岡県を流れる河川。二級水系である御笠川水系の本流で、二級河川に指定されている。

## 地理
福岡県太宰府市の宝満山を源とし、鷺田川（筑紫野市）、大佐野川（太宰府市）、牛頸川（大野城市・春日市）、諸岡川、上牟田川（福岡市博多区）などの川が合流し福岡市まで流れて博多湾に注いでいる。下流の福岡市博多区周辺では、博多の人々によって石堂川（いしどうがわ）と呼ばれている。

### 支流
太宰府市
- 太宰府原川
- 水瓶川
- 山の神川
- 藍染川
- 大佐野川
- 大谷川

筑紫野市
- 鷺田川
- 高尾川

大野城市・春日市
- 牛頸川

福岡市博多区
- 諸岡川
- 上牟田川

### 橋梁
太宰府市
- 大宰府大橋（福岡県道35号筑紫野古賀線）
- 三浦橋（福岡県道35号筑紫野古賀線）
- 普賢橋
- 五条橋（福岡県道76号筑紫野太宰府線）
- 都府楼橋（福岡県道581号観世音寺二日市線）
- 苅萱橋（福岡県道112号福岡日田線）
- 苅萱大橋（国道3号）
- 西日本鉄道天神大牟田線御笠川橋梁
- 落合橋
- 九州自動車道水城高架橋

大野城市
- 大野城橋（福岡県道112号福岡日田線）
- 白鳥橋（福岡県道580号那珂川大野城線）
- 御笠橋
- 山田橋
- 御笠の森大橋（福岡県道56号福岡早良大野城線）

福岡市博多区
- 月隈ジャンクション（福岡高速道路）
- 板付橋（福岡県道112号福岡日田線）
- 板付大橋
- 東光寺橋（福岡県道553号東光寺竹下春吉線）
- 比恵大橋（福岡県道555号桧原比恵線、百年橋通り）
- 東光橋（国道385号）
- JR西日本山陽新幹線御笠川橋梁
- JR九州鹿児島本線御笠川橋梁
- 緑橋（国道202号）
- 東大橋（明治通り）
- 石堂大橋（昭和通り）
- 千鳥橋（福岡県道602号後野福岡線、那の津通り）
- 千鳥橋ジャンクション（福岡高速道路）
- 新千鳥橋

## 歴史
- 大宰府の防衛施設である「水城」に水を蓄えるにあたり、御笠川から引かれていた。
- 河口の位置は現在（中央ふ頭の北東）と異なり、現在の博多駅北の地点から南西に流れを曲げ、現在のキャナルシティ博多の近くで那珂川に流れ込んでいた。当時は比恵川と呼ばれていた。
- 元亀・天正年間に大友宗麟の命を受けた臼杵鎮続により大規模な治水工事がおこなわれ、博多湾に直接そそぐようにされた。また比恵川の跡を房州堀とした。
- 1953年6月 : 昭和28年西日本水害。九州北部の河川がほぼ全て氾濫。
- 1999年6月29日：平成11年6.29豪雨災害。御笠川からの溢水は博多駅周辺の駅やビルの地下施設に浸水被害を引き起こした。
- 2003年7月19日：平成15年豪雨。地下施設への浸水被害。

## 名称の由来
大野城市山田2丁目にある、日本書紀にも登場する史跡『御笠の森（御笠森）』に由来。

## そのほか
- 太宰府市の複数のボランティアグループが市内の御笠川の清掃活動を定期的に行い、川岸に花や種を植えている。
- 四神相応の思想においては大宰府政庁の東側（青龍）に比定される。